# 日常活動理論

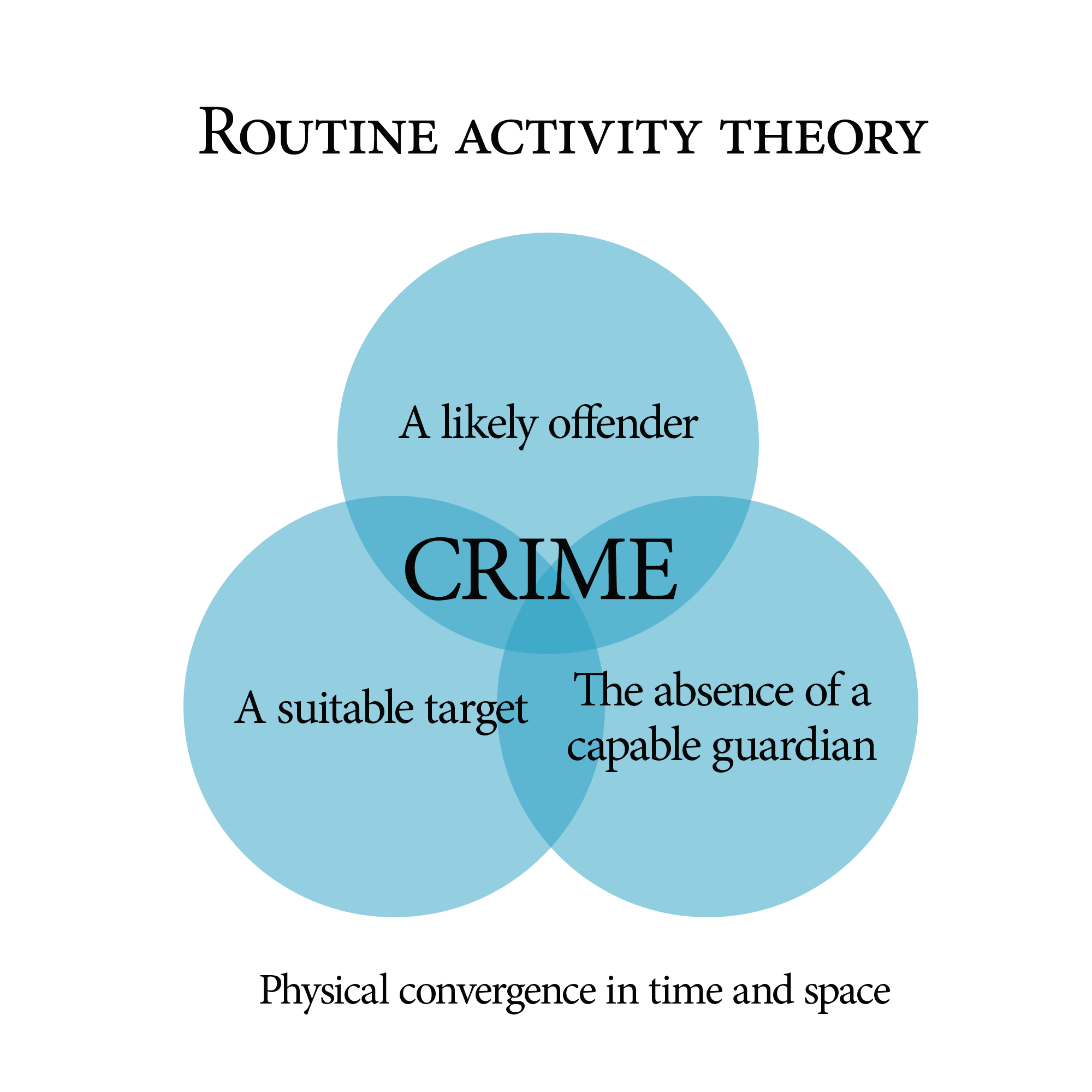
日常活動理論の模式図。同理論は、大半の犯罪には、三種の条件が、すなわち動機付けされた犯罪者・ふさわしい対象・有能な保護者の欠如が、時間・空間上で揃うことが必要であるとする。言い換えると、犯罪を起こすためには、犯行企図者は、有能な保護者の庇護下になく、被害を加えやすい対象を探さなければならないのである。

日常活動理論（日常生活理論、日常運行理論、ルーティン・アクティビティ・セオリーなどと訳されることもある）は、犯罪機会論の一部を構成する理論であり、犯罪が今まさに生じようとする状況に注目する。日常活動理論は、マーカス・フェルソンとローレンス・E・コーエンにより構築された。
貧困、不平等、失業などの社会的要因により犯罪が影響を受ける度合いは小さい、と日常活動理論は仮定する。たとえば、第二次世界大戦後、西側諸国の経済は大きく成長し、福祉制度は充実した。それにもかかわらず、犯罪はこの時期、劇的に上昇した。フェルソンとコーエンによれば、増加の理由は、同時代の社会の繁栄が多くの犯罪の機会を提供したからというものである。盗める物品がより多くなったというのである。
日常活動理論は、犯罪は社会的な原因によるものと信じる社会学者との間で論争を引き起こしている。しかし、いくつかの種類の犯罪は、日常活動理論により非常に良く説明される。たとえば、P2Pファイル共有による著作権侵害、業務上の窃盗、ある種のヘイトクライムや企業犯罪などが該当する。

## 理論
動機付けされた犯罪者とは、犯罪を敢行するだけの能力を有するだけでなく、犯罪を敢行しようとする意思を有する個人のことである。ふさわしい対象とは、犯罪者からみて弱みがあるか、格別に魅力のある人物か物品を指す。特定の対象が魅力的であるかどうかを決定する要因は、状況や問題となる罪種次第である。
日常活動に焦点を当てた分析では、マクロ的視点が取られ、被害者と加害者の行動パターンが広範なスケールで遷移することが強調される。その分析では、特定の犯罪イベント及び加害者の行動及び意思決定過程が注目される。日常生活理論は、機会を有する者であれば誰でも犯罪を犯しうるという仮定に立つ。
また、日常生活理論は、被害者が犯罪の被害者となりうる状況に身を置かないようにすることで被害者となることを避ける選択肢があると示唆する。

## 経験的証拠
日常生活理論による女性のストーカー被害化の説明という論文において、犯罪学者のマステインとテュークベリーは、四年制のカレッジ等に在籍する1513名の大学生に対する自主登録制の研究を実施した。刑事司法と社会学のクラスの参加者の中からサンプルが取られた。この研究の回答者は全員がボランティアであった。平均年齢は20歳で、典型的な属性は、独身の白人女性であった。学生たちはドラッグとアルコールの消費を含む日々の活動について質問を受けた。この研究では、過去五年のストーカー被害の有無が回答者の活動に影響されているかどうかが、ロジスティック回帰分析により検討された。登録した大学生のうち861人が女性であり、90名がストーカー被害に遭ったことがあると回答した（10.5%）。この結果は、1997年のほかの総合大学での女子大生を対象とした調査と一貫するものであった。実家から出て暮らす者は、潜在的な加害者の危険により多く晒され、被害に遭いやすいということがデータから判明した。キャンパス内に住む女性は、そうしない者よりも、被害に遭いにくいようであった。この研究は、キャンパスに住む女性がより有能な保護者に囲まれ、つけ狙われることが少なくなることを示すものであった。
ホルトフレーター、レイシグ、プラット{1}は、自己統制能力が欠如しているとの予測が出た者に被害が生じがちであることを支持する証拠を見出した。
自己統制能力の低い個人は、リスクが増えていることを認識していたが、インターネット上での被害化を防御または回避するためにデザインされた方法を使いこなす技術が低かった。理論家のマーカス・フェルソンとローレンス・E・コーエン[7]は、一人で住み、一人で外出しがちで、資産を守る助けのほとんどない者の被害率が、身体犯・財産犯ともに高くなることを実証した。従業者で既婚の女性は、通勤中・就業中に危害を加えられるリスクが増大するだけでなく、自家用車や自宅が不法侵入等に対して相対的に守られなくなるために、30.6%の被害率の増大が見られた。女子大生のリスクは、活動中に友人や家族により守られる程度が低くなるために、ほかの属性の女性に比べて118%大きなものとなった。
プラット、ホルトフレーター、レイシグ[6]は、街頭における凶悪犯罪の被害に遭いやすいのは、若くマイノリティの男性であり、インターネット詐欺の対象となりやすいのは若く教育を受けた者であるという傾向を明らかにした。より重要な発見は、凶悪犯罪とインターネット詐欺の被害形態が同一の通底する因果的メカニズムを共有していることであり、そのメカニズムは、潜在的な被害対象者の日常活動に関連している。
理論系の犯罪学者のリンチ[4]は、勤務地域の危険性が一定であったとしても、職場の同僚が被害化のリスクを決定するということを説明するために、日常活動理論を利用した。さらに、業務上の危険への暴露、保護者的存在、被害者の持つ魅力から生じる、数々の活動の特徴は、すべて、日常生活理論により予測される方向に作用していた。被害化は、通常、特定の職業上の役割を演じ損なった者の不注意に発するものである。これらの知見は、被害を受けるかどうかが、ある人物が特定の地位にいるかどうかよりも、その職務の出来具合によることを、示唆するものである。
さらに、これらの結果は、ある職業の特徴を変えれば職場における犯罪被害のリスクを減らしうることを、示唆するものである。職務上取り扱う金銭を減らし、金銭を一度に持ち運びしにくい形態のものに換え（現金商売であればクレジットカード決済などに換える一方、信用商売であれば一回の決済額に限度額を設けるなど）、公衆が直に触れやすいところに現金を置かないなど、金銭の出納に関わる機会を減らすことにより、従業員の被害化を低減することができる。ホードン[4]は、その研究の中で、重大犯罪の最良の予測因子は日常活動であるとハーシーが指摘している、と言及している。個人が社会的統制をほとんど受けない状態の日常活動を送っている場合、より高い犯罪被害率を持つことになるというのである。また、日常活動において、監視性や社会的なパターン、運動習慣、物質的な環境が異なっていても、非行にはほとんど影響しないという。

## 批判
日常活動理論は、基本的には、被害化についてのマクロ理論である。この理論は、誰がより被害に遭いやすいかを説明するものである。しかし加害者は誰なのか？被害者と犯人との間には、相関関係があり、ゆえに日常活動理論を用いて発見される犯罪のパターンは、誤解を招く虞がある。
しかも通常、犯罪率は、人口中の失業者や10代の若者のような、動機付けされた犯罪者の数に比例する。もちろん、犯行企図者にも目的を達するための合法的な方法が手に届く場合には、動機を弱めることができる。犯行企図者が犯罪というオプションを抜きにして、合法的に取り得る手段だけでは目的を達成し得ないとき、動機付けは上昇しうる。犯罪を生み出すような日常活動を変化させうる抑止要因には、ほかに、犯罪者の社会化や道徳的な信条がある。もしある人物が社会化されており、伝統的な信条を維持し続けるならば、犯罪の機会が眼前にあっても、その者が犯罪を行うことはないだろう。これが社会的紐帯の強さであり、この社会的紐帯は、犯罪的活動への誘惑に打ち勝つための緩衝材として機能するのである。